# Scelionidae
Famille
De petite taille, les Scelionidae sont une famille d'hyménoptères apocrites térébrants de la super-famille des Scelionoidea. Ce sont tous des parasitoïdes oophages de divers groupes d'insectes ou d'araignées. À ce titre, ils sont utilisés parfois dans des programmes de lutte biologique pour lutter contre des déprédateurs du domaine agricole ou forestier. Certains genres (Triatoma, Rhodnius) sont des vecteurs de maladies humaines.

## Taxonomie
Trois sous-familles sont généralement reconnues : Scelioninae, Teleasinae Ashmead, 1893, et Telenominae.
Kozlov (1970) a proposé de diviser cette famille en 4 sous-familles, créant celle des Baeinae Ashmead, 1893, mais cette proposition est soumise à controverses (Masner 1972, Austin and Field, 1997). Cette famille comporte 3 000 espèces décrites réparties en 160 genres.

## Morphologie
Les Scelionidae sont de formes variables, de ramassée à allongée, d'une taille variant de 0,5 à 10 mm (1 à 2,5), strictement dépourvus de reflets métalliques mais souvent fortement sculptés.
- Corps le plus souvent noir, parfois jaune.
- Antenne coudée de 10 à 12 articles, souvent dilatée en massue à l'extrémité.
- Ovipositeur caché.
- Nervation de l'aile très réduite et caractéristique.
- Antenne attachée immédiatement au-dessus  de la marge dorsale du clypeus.
- Gaster (abdomen) aplati dorso-ventralement, avec une suture longitudinale.

### Sous-famille: Scelioninae
- Tous les tergites du gaster sont pareillement développés.
- Quelques genres : Anadophagus, Baryconus, Cremastobaeus, Doddellia, Embioctonus, Encyrtoscelio, Gryon, Idris, Macrotellia, Neoscelio, Parascelio, Psilanteris ...

### Sous-famille: Teleasinae
- 4e tergite du gaster le plus développé,
- Nervure postmarginale de l'aile absente.

Cette sous-famille comporte une soixantaine d'espèces.
- Quelques genres : Ceratobaeus, Trimorus, Xenomerus...

### Sous-famille: Telenominae
- 2e tergite du gaster plus développé que les autres.
- Quelques genres : Trissolcus Ashmead, 1893, (=Assolcus), Phanaropsis, Psix, Eumicrosoma, Telenomus.

## Biologie
Les Scelionidae sont des parasites oophages, le plus souvent solitaires, d'insectes ou d'araignées. Les Scelionides attaquent tous les âges de développement de l'œuf. Ils sont généralement assez spécifiques. Quelques-uns sont hyperparasites.
Plusieurs genres sont aptères et quelques-uns parasitent les œufs d'insectes aquatiques.
- Les espèces de la sous-famille des Telenominae sont inféodés aux Lépidoptères (genre Telenomus) et aux Hétéroptères Pentatomidae et Scutelleridae (genre Trissolcus). Telenomus bini parasite à Madagascar et en Afrique Maliarpha separatella, le borer blanc du riz (Lepidopera, Pyralidae, Phycitinae).

La phorésie (transport du parasitoïde par son hôte) est fréquemment utilisée par ce groupe. Ainsi, dès que son hôte pond, le Scelionide parasite la ponte de son hôte fraichement déposée.
- La sous-famille des Scelioninae parasite des œufs d'Orthoptères, d'Hétéroptères et d'Araignées; les Scelio attaquent les œufs de Locustes, les Baryconus, Bracalba, Oxscelio parasitent les œufs de Tettigoniidae.

Le genre Gryon parasite les œufs d'Hétéroptères.
Les Idris et Baeus parasitent les œufs d'araignées.
- La sous-famille des Telesinae parasite des œufs de Coléoptères Carabidae. On les rencontre dans les forêts humides.

## Utilisation en lutte biologique
Scelio pembertoni a été introduit aux îles Hawaï (1948) en vue de lutter contre Oxya japonica japonica (criquet) et s'y est établi.